# 오자키 가즈오
오자키 가즈오(일본어: 尾崎 加寿夫, 1960년 3월 7일 ~ )는 일본의 전 축구 선수이다.

## 구단 경력
1978년 일본 사커 리그의 미쓰비시 중공에 입단했다. 1978년과 1982년 2번의 일본 사커 리그 우승을 차지했다. 1983년 아르미니아 빌레펠트로 이적했다. 1988년까지 113경기에 나서 18득점을 기록했다. 1988년부터 1990년까지 FC 장크트파울리와 TuRU 뒤셀도르프에서 뛰었다. 1990년 미쓰비시(우라와 레즈)로 복귀했다. 1993년 J1리그의 베르디 가와사키로 이적했다. 1994년후 현역 은퇴.

## 국가대표팀 경력
1979년 FIFA 세계 청소년 축구 선수권 대회에 참가할 일본 U-20 국가대표팀에 발탁되었으며, 3경기에 출전했다.
그는 1981년 2월 8일 말레이시아과의 경기에서 일본 국가대표팀에 데뷔했다. 1982년 아시안 게임에도 출전했다. 그는 1983년까지 국제 A매치 통산 17경기에 출전, 3득점을 넣었다.

## 통계
| 일본 | 일본 | 일본 |
| 연도 | 출전 | 득점 |
| ---- | ---- | ---- |
| 1981 | 9    | 2    |
| 1982 | 7    | 1    |
| 1983 | 1    | 0    |
| 통산 | 17   | 3    |